# Nordkorea ved sommer-OL 1976
Nordkorea under sommer-OL 1976. 38 sportsudøvere fra Nordkorea deltog i ti sportsgrene under sommer-OL 1976 i Montreal i Canada. Det var anden gang at Nordkorea deltog i et sommer-OL. De kom på en 21. plads i medaljestatistikken med en guld- og en sølvmedaljer.

## Medaljer
| 1976 Montreal | Guld | Sølv | Bronze | Total |
| Nordkorea     | 1    | 1    | 0      | 2     |

## Medaljevinderne
| Nordkorea under sommer-OL 1976 i Montreal | Nordkorea under sommer-OL 1976 i Montreal | Nordkorea under sommer-OL 1976 i Montreal | Nordkorea under sommer-OL 1976 i Montreal |
| Medaljer                                  | Udøver                                    | Sport                                     | Øvelse                                    |
| ----------------------------------------- | ----------------------------------------- | ----------------------------------------- | ----------------------------------------- |
| Guld                                      | Gu Yong-jo                                | Boksning                                  | Bantamvægt                                |
| Sølv                                      | Li Byong-uk                               | Boksning                                  | Ledt mellemvægt                           |